# Sydmonton
Sydmonton est un village anglais situé dans le Hampshire.